# Trigonidium (Gryllidae)
Trigonidium is een geslacht van insecten die behoren tot de familie van de krekels (Gryllidae). De wetenschappelijke naam van het geslacht is voor het eerst geldig gepubliceerd in 1838 door Rambur. Het geslacht omvat ruim 140 soorten. De soorten van dit geslacht komen voor in Afrika, Azië en Europa.

## Soorten
Hieronder volgt een lijst van soorten van dit geslacht:
| - Trigonidium acuste - Trigonidium ahiu - Trigonidium aka - Trigonidium akaka - Trigonidium alina - Trigonidium alternatum - Trigonidium amarina - Trigonidium anoe - Trigonidium atroferrugineum - Trigonidium attenuatum - Trigonidium australiana - Trigonidium awawa - Trigonidium awiwi - Trigonidium bifasciatum - Trigonidium bolivari - Trigonidium brevipenne - Trigonidium bundilla - Trigonidium canara - Trigonidium canberrae - Trigonidium crepitans - Trigonidium crustum - Trigonidium debile - Trigonidium erythrocephalum - Trigonidium eumeles - Trigonidium excultatum - Trigonidium exiguum - Trigonidium exuberans - Trigonidium filicum - Trigonidium flectens - Trigonidium fortuitum - Trigonidium freycinetiae - Trigonidium fritinnium - Trigonidium grande - Trigonidium goobita - Trigonidium guineense - Trigonidium haawina - Trigonidium halulu - Trigonidium hamakua - Trigonidium hamumu - Trigonidium hapapa - Trigonidium haupu - Trigonidium hehelo - Trigonidium hoahoa - Trigonidium hoku - Trigonidium holomua - Trigonidium hopo - Trigonidium huapala - Trigonidium hyperkona - Trigonidium iao - Trigonidium ignavum - Trigonidium illex - Trigonidium imitans | - Trigonidium improbum - Trigonidium incongruum - Trigonidium infuscata - Trigonidium inopinum - Trigonidium iuka - Trigonidium kaeka - Trigonidium kahua - Trigonidium kalopa - Trigonidium kapipi - Trigonidium kau - Trigonidium kewai - Trigonidium killawarra - Trigonidium kohala - Trigonidium kolea - Trigonidium kolekole - Trigonidium kona - Trigonidium kua - Trigonidium kukui - Trigonidium kulana - Trigonidium kupinai - Trigonidium kupono - Trigonidium lalwinya - Trigonidium languidum - Trigonidium laupele - Trigonidium lena - Trigonidium ligna - Trigonidium liula - Trigonidium nani - Trigonidium napua - Trigonidium mahina - Trigonidium makani - Trigonidium makanina - Trigonidium makapala - Trigonidium makau - Trigonidium malanai - Trigonidium malela - Trigonidium mana - Trigonidium manuka - Trigonidium mauiensis - Trigonidium mauka - Trigonidium molokaiense - Trigonidium mokuleia - Trigonidium meekappa - Trigonidium nele - Trigonidium neogrande - Trigonidium neokukui - Trigonidium neovarians - Trigonidium nigritum - Trigonidium novagintum - Trigonidium novarae - Trigonidium novena - Trigonidium octavum | - Trigonidium octonalis - Trigonidium ohaka - Trigonidium ola - Trigonidium olomea - Trigonidium ookala - Trigonidium opua - Trigonidium pahiwa - Trigonidium palai - Trigonidium paramana - Trigonidium paranoe - Trigonidium paranoho - Trigonidium paraspilos - Trigonidium parinervis - Trigonidium paroctonalis - Trigonidium pavida - Trigonidium pipili - Trigonidium pololu - Trigonidium proalina - Trigonidium procrustum - Trigonidium promana - Trigonidium pseudokua - Trigonidium pseudoli - Trigonidium pseudonoe - Trigonidium pudicum - Trigonidium puiwa - Trigonidium puukani - Trigonidium robustum - Trigonidium roseum - Trigonidium rubellonigrum - Trigonidium saltator - Trigonidium septimum - Trigonidium sextum - Trigonidium sibilans - Trigonidium silvicola - Trigonidium spilos - Trigonidium subroseum - Trigonidium sylvaticum - Trigonidium triens - Trigonidium ua - Trigonidium ulaino - Trigonidium varians - Trigonidium venatum - Trigonidium virens - Trigonidium viridiscens - Trigonidium wahoi - Trigonidium wai - Trigonidium waialina - Trigonidium waikua - Trigonidium waimea - Trigonidium waipuna - Trigonidium wiki |